# Corry van der Linden
Corry van der Linden (Utrecht, 30 mei 1937 – Laren, 6 juni 2015) was een Nederlands hoorspel- en stemactrice die het bekendst werd door haar stemrol van Calimero in de gelijknamige tekenfilmserie. Als hoorspelactrice bouwde ze een enorm oeuvre op.

## Opleiding en werkzaamheden
Na de HBS en twee jaar kantoorwerk alsmede de vooropleiding aan de Toneelschool volgde Van der Linden de hoorspelopleiding van de Nederlandse Radio Unie en werd lid van de Hoorspelkern. Haar eerste grote hoorspelrol was in het drama David Copperfield, naar het gelijknamige boek van Dickens. Zij speelde ook een rol in het hoorspel Swithin Forsytes gemiste kans, dat door de NCRV op 9 februari 1968 werd uitgezonden. Ook speelde ze in diverse afleveringen van de detectivehoorspelserie Paul Vlaanderen die destijds zeer populair was.
Van der Linden was zelden zelf in beeld, maar was wel te zien in twee afleveringen van Ti-Ta Tovenaar, waarin ze de zanglerares van het Heertje en het Grobbenkuiken speelde alsmede in een bijrol in De vergaderzaal, in de serie Dynastie der kleine luyden van Willy van Hemert en in de RTL 4-serie Diamant. Het bekendst werd ze ongezien doordat zij jarenlang de stem insprak van het bekende tekenfilmfiguurtje Calimero. Ook was ze verantwoordelijk voor het inspreken van de stemmen van de Grobbebollen Geeltje en Grobbebol Broer uit Ti-Ta-Tovenaar en stemmen in de tekenfilms van de Smurfen. Hier deed ze tussen 1981 en 1987 de stemmen van Smurfin, Klungelsmurf, Luilaksmurf en Babysmurf.

## Personalia
Corry van der Linden woonde in Bussum en trouwde tweemaal. In 1963 trouwde ze voor de eerste keer. Uit dit huwelijk werd een zoon geboren. Vanaf 1974 was ze samen met trombonist Hans de Ruyter, die in 1981 op 39-jarige leeftijd overleed. Ook uit haar tweede huwelijk werd een zoon geboren.
Van der Linden overleed op 6 juni 2015 in Laren na een geruime tijd ziek te zijn geweest.

## Stemrollen
- Gompie en zijn vriendjes (televisieserie) - Majolica en Peentje Pierebol
- Ti-Ta Tovenaar (televisieserie) - Grobbebollen Geeltje en Broer
- De Smurfen (tekenfilmserie) - Smurfin (tot 1985), Klungelsmurf, Babysmurf, Dichtersmurf, Luilaksmurf (tot 1985), Sassette (tot 1985), Agatha, Moeder Natuur.
- The Wuzzles (tekenfilmserie) - Zeeland
- Calimero (animatieserie) - Calimero, Susira (Calimero's moeder)
- Calimero (1992) - Calimero
- Toy Story 2 (speelfilm) - Mevrouw Aardappelhoofd
- Roodkapje (1995)
- De reddertjes in Kangoeroeland (speelfilm) - Bianca
- Paniek op de Prairie' (speelfilm) - Pearl
- Mickey's Kerstfeest (korte tekenfilm) - Katrien Duck
- Asterix en Cleopatra (speelfilm) - Cleopatra
- Doornroosje (Jetlag Productions) -  Odilia

## Hoorspelrollen
- Achter de muur - Peggy Martineau
- Advocaten kantoor Flywheel - Mevr. Jackson
- Alleenstaande bomen in de wind
- Anna Laub
- Atelier (hoorspel)
- Bezoekers aan boord - Margo
- David Copperfield - David als kind
- De Confrontatie - onder anderen Esther
- De echtparen - Esther
- De fortuin heeft 2 gezichten
- De gelaarsde kater - Ursula
- De groeten van Ukko - mama
- De onruststoker - Sandra
- De Triffids - Mary
- De twaalf maagden - Susan Platt
- De verdwenen koning - Pauline
- De wonderbaarlijke uitvindingen van professor Poppinga - huishoudster Maartje
- De XYY man - Maggie
- De zaak Eichman - onder anderen Esther
- De zaak Nemesis - Ina
- Deurwaarders delirium - Mimi
- Een dode uit het Oosten - Mevr. Fujitani
- Een luchtmacht op papier - onder anderen Esther
- Een zoen van Jossy - Jossy
- Het fatale uur van Mister Lawson - Bettie Lawson
- Het spook van Abercragghie - Margo Marcabre
- Het zesde continent - Moira Fayet
- Inspecteur Simone Verlaat
- Jimsey's kerstfeest - Vera Andrews
- Jossele
- La Boutique - Simone Dupres
- Matt Meldon serie - Valerie Rainer/Helen
- Man van goud - Mirabelle
- Michael Strogoff, Koerier van de Tsaar - Nadja
- Moordbrigade Stockholm - veel diverse stemmen
- Niet spotten met rood haar - kantoormeisje
- Paul Vlaanderen en het Conrad Mysterie - Stewardess
- Paul Vlaanderen en het Margo Mysterie - Omroepster
- Paul Vlaanderen en het Media Mysterie - Jeanette Slot
- Paul Vlaanderen en het Milbourne Mysterie - Dolly Brazer
- Plaisier du Roix - Mevr. Hendriks
- Slachtoffer onbekend - vrouw
- Venus met pistool - Lyz Widley
- Was de kat getuige - Corry

## Overige
- Gedichten van Cornelis van Dijk
- De avonturen van Calimero (elpee), (meer dan 25.000 van verkocht)
- Calimero single uit 1972 (Imperial, 5C 006-24681)